# Liste der Kulturgüter in Cressier NE
Die Liste der Kulturgüter in Cressier NE enthält alle Objekte in der Gemeinde Cressier im Kanton Neuenburg, die gemäss der Haager Konvention zum Schutz von Kulturgut bei bewaffneten Konflikten, dem Bundesgesetz vom 20. Juni 2014 über den Schutz der Kulturgüter bei bewaffneten Konflikten sowie der Verordnung vom 29. Oktober 2014 über den Schutz der Kulturgüter bei bewaffneten Konflikten unter Schutz stehen.
Objekte der Kategorien A und B sind vollständig in der Liste enthalten, Objekte der Kategorie C fehlen zurzeit (Stand: 1. Januar 2023).

## Kulturgüter
| Foto | | Objekt | Kat. | Typ | Standort                                          | Beschreibung                                                                                                |
| ---- | --- | --- | ---- | --- | ------------------------------------------------- | --- |
| ja   | Datei hochladen · Wikidata zu Ehemalige Kirche Saint-Martin und Schloss Jeanjaquet (Q29522713)            | Ehemalige Kirche Saint-Martin und Schloss Jeanjaquet / Ancienne église Saint-Martin et Château Jeanjaquet KGS-Nr.: 04009                        | A    | G   | Route de Frochaux 27 568650 / 210927              | |
| ja   | Datei hochladen · Wikidata zu Vieille Thielle, Ensemble von neolithisch-römischen Fundstellen (Q29522726) | Vieille Thielle, Ensemble von neolithisch-römischen Fundstellen / Vieille Thielle, ensemble de sites néolithiques-époque romaine KGS-Nr.: 09631 | A    | F   | 570200 / 210700                                   | Objekt liegt teilweise auf den Gemeindegebieten von Cornaux (KGS-Nr. 09632) und Le Landeron (KGS-Nr. 09630) |
| ja   | Datei hochladen · Wikidata zu Haus des Malers Gustave Jeanneret (Q29785903)                               | Haus des Malers Gustave Jeanneret / Maison du peintre Gustave Jeanneret KGS-Nr.: 11868                                                          | A    | G   | Rue Gustave-Jeanneret 16 569434 / 211252          | |
| ja   | Datei hochladen · Wikidata zu Schloss Cressier (Q29785901)                                                | Schloss Cressier / Château de Cressier KGS-Nr.: 04008                                                                                           | B    | G   | Rue du Château 10 / Rue Vallier 4 569489 / 211372 | |
| ja   | Datei hochladen · Wikidata zu Haus Vallier (Q29785905)                                                    | Haus Vallier / Maison Vallier KGS-Nr.: 04010 | B    | G   | Rue Vallier 1 569397 / 211365                     | |
| ja   | Datei hochladen · Wikidata zu Löwenbrunnen (Q131423596)                                                   | Löwenbrunnen / Fontaine du Lion KGS-Nr.: 17246                                                                                                  | B    | K   | Rue Saint-Martin 569383 / 211363                  | |